# Harry Richard Landis
Harry Richard Landis (12 de diciembre de 1899 – 4 de febrero de 2008) fue, a los 108 años, el segundo veterano estadounidense más longevo que sobrevivió a la Primera Guerra Mundial. Falleció antes del último superviviente Frank Buckles, que falleció en 2011.

## Biografía
Landis nació de la relación entre Jason y Alice Landis en Miller Township, Condado de Marion (Misuri), entre Hannibal y Palmyra, donde creció en la granja familiar. Fue el séptimo de ocho hermanos.
Landis se alistó al Ejército de los Estados Unidos en octubre de 1918, y se unió al Cuerpo de Entrenamiento del Ejército Estudiantil mientras asistía a la Universidad Metodista Central en Misuri. No completó los entrenamientos básicos ya que la guerra acabó un mes después. Su experiencia de fregar el suelo en un hospital militar incluyó la exposición a la gripe española, que en realidad fue la principal causa de muerte en todo el mundo en el año 1918, matando a unos 75 millones de personas. Landis fue licenciado en diciembre de 1918, un mes después de haberse firmado el Tratado de Versalles.
Intentó ser alistado en la Segunda Guerra Mundial después del Ataque de Pearl Harbor en 1941, pero fue rechazado por ser demasiado viejo. Landis se retiró en 1959 después de trabajar en el S.S. Kresge Corporation durante muchos años. 
Landis se casó en dos ocasiones, primero con Eunice que duró 46 años y posteriormente en 1978 con su segunda mujer Eleanor. Se trasladaron a Florida en 1988, después de vivir en Niagara Falls (Nueva York) y Dayton (Ohio).
Su mujer y él murieron en el Sun City Center en 2008. Él lo hizo el 4 de febrero y Eleanor el 8 de diciembre a los 101 años.